# Kamenné Kosihy
Kamenné Kosihy é um município da Eslováquia, situado no distrito de Veľký Krtíš, na região de Banská Bystrica. Tem 5,02 km² de área e sua população em 2018 foi estimada em 329 habitantes.

## Demografia
| Ano:        | 1994 | 2004   | 2014   | 2024   |
| ----------- | ---- | ------ | ------ | ------ |
| Broj ljudi: | 374  | 344    | 343    | 359    |
| Razlika:    |      | -8,02% | -0,29% | +4,66% |

| Ano:               | 2023 | 2024   |
| ------------------ | ---- | ------ |
| Número de pessoas: | 356  | 359    |
| Diferença:         |      | +0,84% |